# Otto Sauter

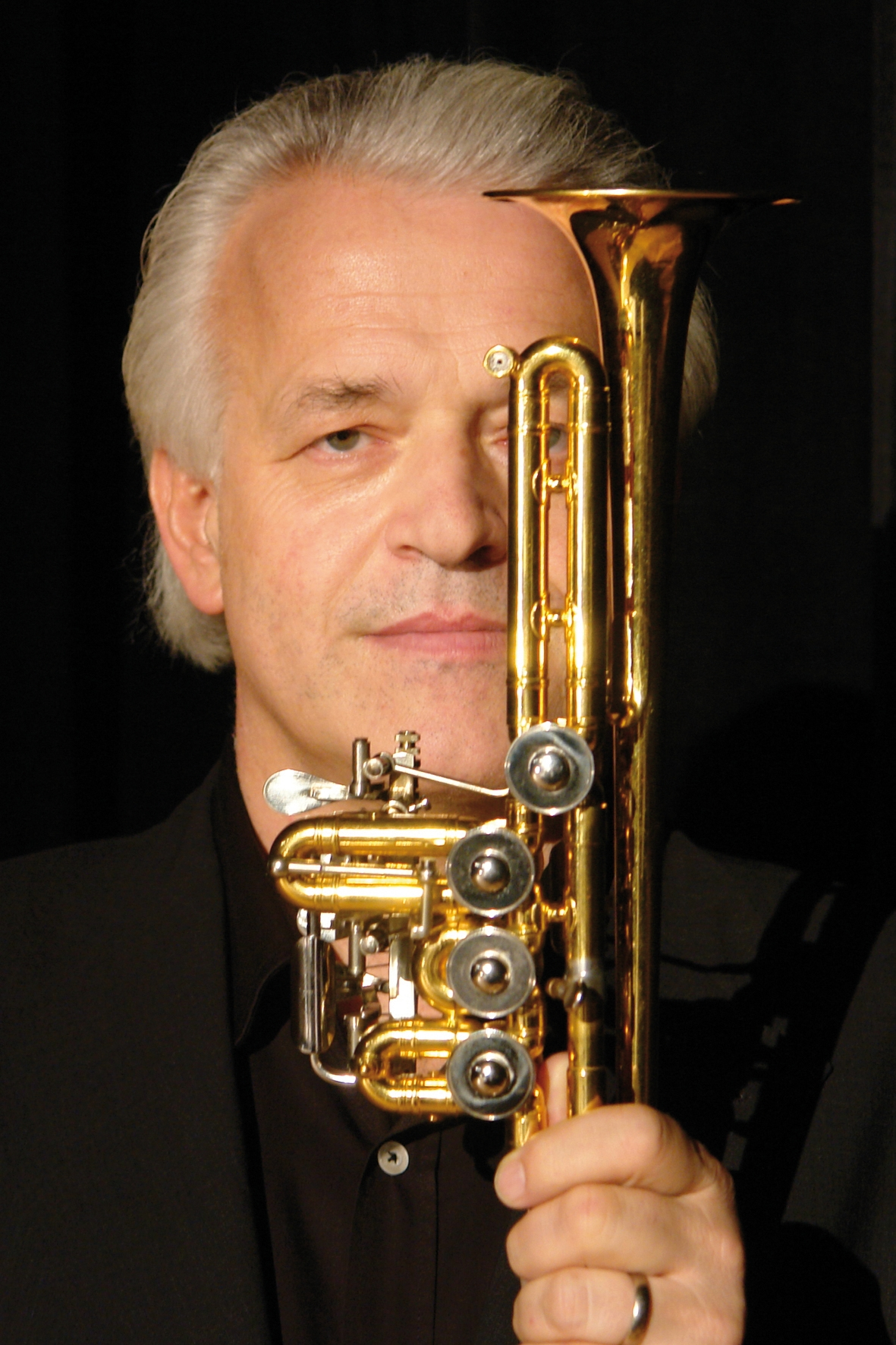
Otto Sauter 2011

Otto Sauter (* 23. Juni 1961 in Tengen, Baden-Württemberg) ist ein deutscher Trompeter mit der Spezialisierung Barockmusik und Piccolotrompete.

## Leben
Im Alter von vier Jahren erhielt er den ersten Trompetenunterricht. Mit 16 Jahren begann er ein Studium bei Claude Rippas am Konservatorium in Winterthur/Zürich. Dort erwarb er 1984 ein Lehr- und Orchesterdiplom sowie ein Jahr später das Solistendiplom. Nach dem Examen vertiefte er seine Studien bei Bo Nilsson in Malmö (Schweden) und Pierre Thibaud in Paris. 
Von 1988 bis 1998 war er als Solotrompeter im Philharmonischen Staatsorchester in Bremen engagiert. 1991 gründete er die jährlich stattfindenden Internationalen Trompetentage Bremen (Konzerte mit beispielsweise Maurice André, Montserrat Caballé, Ray Charles) und 1994 die Internationale Trompeten-Akademie Bremen. 1988 wurde er an die Hochschule für Künste in Bremen berufen. 1995 übertrugen ihm die Toho Gakuen School of Music in Tokio sowie die Universidad Metropolitana de Santiago de Chile Gastprofessuren. 
Im Dezember 1995 spielte Otto Sauter mit dem Philharmonia Orchestra London im St James’s Palace in Anwesenheit von Prinz Charles. Das Konzert erregte solche Begeisterung, dass John Wallace von der Royal Academy of Music Sauter die Robert-Minter-Collection zur Auswertung zur Verfügung stellte. Bei EMI Classics begann er Konzerte dieser rund 600 Werke umfassenden Notensammlung verschollener Kompositionen barocker und frühklassischer Meister wie Alessandro Scarlatti, Georg Reutter oder Johann Melchior Molter, als Welt-Ersteinspielungen einzuspielen. Zur Erweiterung des Repertoires an zeitgenössischer Originalliteratur für Piccolotrompete gibt er Werke in Auftrag bei beispielsweise Julien-François Zbinden, Harald Genzmer und Jan Koetsier. 2004 präsentierte er drei Welt-Uraufführungen von Werken des tschechischen Komponisten Juraj Filas, davon zwei auf dem Beethovenfest in Bonn: Das „Konzert für Piccolotrompete und Sinfonie-Orchester“, aufgeführt mit dem Bonner Beethoven-Orchester und „Appassionate“ für Piccolotrompete und Orgel.
1998 gastierte er anlässlich der Gründung der „Deutschen Gesellschaft zur Restaurierung der vatikanischen Kunstschätze“ im Vatikan. Dort spielte er auch im August 2000 vor Papst Johannes Paul II. in Begleitung der Philharmonia Hungarica während der „Festa Musica Pro Mundo VNO“. 2001 konzertierte er in Begleitung des China National Symphony Orchestra, unter der Leitung von Muhai Tang, in der „Verbotenen Stadt“ in Peking.
2008 spielte er die Uraufführung des neuen Trompeten-Konzertes für Piccolotrompete und Sinfonie-Orchester von Mikis Theodorakis, das der griechische Komponist für Otto Sauter geschrieben hat, in einer Ring-Uraufführung in der Philharmonie in Köln und Berlin (Regie Gert Hof / Arrangement Robert Gulya). 2004 eröffnete er als künstlerischer Leiter das „Wartburg-Festival“. 2005 initiierte Otto Sauter das internationale Chor- und Musikfestival „Musica Sacra a Roma“ in Rom und im Vatikan unter der Schirmherrschaft von Kardinal Paul Poupard. 
2007 initiierte er als künstlerischer Leiter die Little Amadeus Live Kinderkonzertreihe mit rund 70 Konzerten in Deutschland, Österreich und der Schweiz in Kooperation mit der Zeichentrickserie von KI.KA, ARD und ZDF, die mit dem „Echo Klassik für Kinder“ ausgezeichnet wurde.
1991 gründete Otto Sauter das Ensemble „Ten of the Best“ mit zehn Trompetern, Bass, Schlagzeug und Klavier. Im August 2001 spielten sie bei der Eröffnung der Arena AufSchalke. 2006 gab das Ensemble während der „Playtime Live City Concert Tour“, dem deutschlandweiten Musikfestival im Rahmen der Fußball-Weltmeisterschaft 2006, unterstützt durch das Organisationskomitee WM 2006, 16 Konzerte.

## Soziales Engagement
Zu Gunsten des 50-jährigen Bestehens von UNICEF Deutschland initiierte er 2003 eine Reihe von Konzerten in deutschen Kirchen und Kathedralen sowie die Eröffnungsgala des Schafhof-Festivals für UNICEF von Ann Kathrin Linsenhoff. In Singen am Hohentwiel gab er Benefizkonzerte u. a. mit Montserrat Caballé oder Bobby McFerrin für den Otto-Sauter-Hilfsfonds. Anlässlich des Mozartjahres 2006 initiierte er den „Little-Amadeus-Aktionstag“ an deutschen Grundschulen gemeinsam mit dem Produzenten Peter Will der gleichnamigen TV-Serie. 

## Diskografie
- Rendez-Vous Royal I – Trompete & Orgel, Otto Sauter (Solo Piccolotrompete), Christian Schmitt (Orgel)
- Rendez-Vous Royal II – Trompete & Orgel, World Premiere Recordings *, Otto Sauter (Solo Piccolotrompete), Christian Schmitt (Orgel), Franz Wagnermeyer (zweite Trompete)
- DVD zur Telemann CD Box, aus dem Schloss Schwetzingen, Otto Sauter (Solo Piccolotrompete), Kurpfälzisches Kammerorchester, Nicol Matt (Dirigent)
- Die Trompete in Salzburg (CD 1/2), Otto Sauter (Solo Piccolotrompete), Franz Wagnermeyer (zweite Trompete), Cappella Istropolitana, Nicol Matt (Brilliant Classics)
- Die Trompete in Wien (CD 1/2), Otto Sauter (Solo Piccolotrompete), Franz Wagnermeyer (zweite Trompete), Cappella Istropolitana, Nicol Matt (Brilliant Classics)
- Johann Melchior Molter Trumpet Concertos Complete (ca. 1695 - 1765)(2 CD BOX), Otto Sauter (Solo Piccolotrompete), Cappella Istropolitana, Nicol Matt (Dirigent), Franz Wagnermeyer (zweite Trompete) (Brilliant Classics)
- The complete works for trumpet and orchestra of Georg Philipp Telemann (1681 - 1767) (4 CD BOX), Otto Sauter (Solo Piccolotrompete), Cappella Istropolitana, Nicol Matt (Dirigent), Franz Wagnermeyer (zweite Trompete) (Brilliant Classics)
- World of Baroque V, Otto Sauter (Solo Piccolotrompete), Maki Mori (Sopran), Philharmonisches Staatsorchester Halle, Dirigent Marcus Bosch (EMI Classics)
- World of Baroque IV, Otto Sauter (Solo Piccolotrompete), David Timm (Orgel) (EMI Classics)
- World of Baroque III, Otto Sauter (Solo Piccolotrompete), David Timm (Orgel) (EMI Classics)
- World of Baroque II, Otto Sauter (Solo Piccolotrompete), Cappella Istropolitana, Volker Schmidt-Gertenbach (Dirigent) (EMI Classics)
- World of Baroque I, Otto Sauter (Solo Piccolotrompete), Cappella Istropolitana, Volker Schmidt-Gertenbach (Dirigent) (EMI Classics)
- Contrasts for trumpets, Anthony Plog, Otto Sauter, Bo Nilsson, Urban Agnas, Claes Stroemblad, Howard Snell (Leitung)
- Ten of the Best & Friends, Sting-Gitarrist Dominic Miller, Level-42-Keyboarder Mike Lindup, Sting-Percussionist Rhani Krija
- Playtime Live – Pop Classics, Otto Sauter & Ten of the Best & Nürnberger Symphoniker, István Dénés (Dirigent)
- Ten of the Best – Live in Concert, Otto Sauter & Ten of the Best
- Christmas Melodies, Otto Sauter & Ten of the Best (EMI Classics)

## Kompositionen für Otto Sauter
- Mikis Theodorakis: Rhapsodie für Trompete und Orchester Concert for Piccolo Trumpet and Symphony Orchestra (2008) (Hrsg. Schott Verlag)(World Ring Premiere: Philharmonie Köln und Philharmonie Berlin)
- Enjott Schneider: Ikarus, Desire for Light, Concert for Piccolo Trumpet and Symphony Orchestra (2016) (World Ring Premiere: Opera Manaus, Brazil / Philharmony Kiev and Dnipro Ukraine)(Hrsg. Strube Verlag)
- Juraj Filas: Concert for Piccolo Trumpet and (Symphony) Orchestra (2002) (Hrsg.: Editions Bim)(World Premiere: Beethoven-Festival Bonn, 2004)
- Juraj Filas: Appassionata, Concert for Piccolo Trumpet and Organ (2004) (Hrsg.: Editions Bim)(World Premiere: Beethoven-Festival Bonn, 2004)
- Juraj Filas: Adagio for Piccolo Trumpet and Piano (Editions Bim) World Premiere: 2004 by Otto Sauter and Juraj Filas on the way from Chile to Haiti in the Caribbean Sea
- Juraj Filas: Träumerei, Romanze for Piccolo Trumpet and Piano World Premiere: 2004 by Otto Sauter and Juraj Filas on the way from Chile to Haiti in the Caribbean Sea
- Julien-François Zbinden: Triade Opus 78 pour 2 trompettes et orgue (Editions Bim) Welturaufführung: St. Petri Dom Bremen (1991)
- Jan Koetsier: Echo Concert for 2 Piccolo Trumpets and Chamber Orchestra or Organ, World Premiere: 1. International Trumpet Days Bremen 1991 by Otto Sauter, Bo Nilsson
- Andrés Valero-Castells: Pegasus - for Piccolo Trumpet and Symphony Orchestra (IVM) World Premiere: Valencia, Spain 2005 by Otto Sauter
- Harald Genzmer: Konzert für zwei Trompeten und Orgel, World Premiere: Otto Sauter, Bo Nilsson, Herz Jesu Kirche Singen 1.11.1990
- Bernhard Krol: Concertino a tre - Opus 129 - for 2 Trumpets and Organ(Haas Verlag) World Premiere: Bottrop, Germany by Otto Sauter, Bo Nilsson
- Romualds Kalsons: Concertino "Serio É Buffo" - for 2 Piccolo Trumpets and Chamber Orchestra